# San Jorge (Nicaragua)
San Jorge es un municipio del departamento de Rivas en la República de Nicaragua.

## Geografía
El término municipal limita al norte con el municipio de Buenos Aires, al sur y oeste con el municipio de Rivas y al este con el Lago Cocibolca. La cabecera municipal está ubicada a 115 kilómetros de la capital de Managua.
El municipio se caracteriza por ser plano, en el no se encuentran montañas. Posee cuatro corrientes de agua superficiales: Río Oro, Obrajuelo, Enmedio y Las Lajas.

## Historia
San Jorge es un municipio de gran importancia histórica, por haber sido su actual planta urbana asiento de la capital del reino de los nicaraos o Nicaragua. La historia registra varias versiones sobre el origen del nombre del municipio, aunque parece ser que en la década de 1550 a 1560 llega a la región de Rivas el misionero franciscano fray Pedro de Betanzos y fundo en la periferia un convento que llegó a ser la cabecera de la "provincia franciscana de San Jorge". En el municipio de San Jorge existe un lugar llamado Cruz de España el cual fue testigo de un pacto o convenio entre el conquistador español Gil González Dávila y el Cacique Nicarao, Calli o Nicaragua, el resultado del pacto fue, el bautismo de la religión católica de más de 1000 bravos guerreros indígenas.
En un caserío del lugar estableció su cuartel general el filibustero norteamericano William Walker, durante la guerra de 1856 y en este mismo lugar el firmó su rendición incondicional a los ejércitos de Centroamérica, en mayo de 1857, fecho en que finalizó la guerra que se le conoce con el nombre de "la guerra de Centroamérica".
En 1852, fue elevado al rango de villa y en 1931, recibió el rango de ciudad.

## Demografía
San Jorge tiene una población actual de 9,142 habitantes. De la población total, el 48.3% son hombres y el 51.7% son mujeres. Casi el 81.2% de la población vive en la zona urbana.

## Naturaleza y clima
La precipitación pluvial promedio anual oscila entre los 1400 y 1500 mm, caracterizándose por una buena distribución durante todo el año, la temperatura varía entre los 26 a 27 °C, lo cual unido a su posición geográfica define al clima tropical de sabanas como semi-húmedo.
La vegetación natural se encuentra a la orilla de los ríos, es muy escasa y degradada, entre las especies de árboles que existen están: helequeme, ceibo espino negro, chilamate, pochote, entre otros los cuales sirven de hábitat para la fauna acuática.

## Localidades
Existen un total de cuenta con 15 barrios urbanos y suburbanos y cuatro comarcas rurales.

## Economía
La principal actividad económica es la agricultura, cuya producción es diversificada mayoritariamente se cultiva musácea, cítricos, hortalizas y la papaya asociados con plátano. La actividad ganadera ocupa un lugar de importancia en el municipio la cual se utiliza para doble propósito producción de leche y carne. La pesca es de manera artesanal y como alternativa de subsistencia la pequeña industria presenta una economía menos dinámica siendo la más representativa la fabricación de ladrillos de barro.

## Cultura
Sus tradiciones se patentizan en las fiestas patronales que se llevan a cabo el 19 de abril y finalizan el 23 día de San Jorge.

## Galería
|  |  |
|  |  |